# Bomba Sutli
La bomba Sutli, també coneguda com a bomba atòmica o bomba hidràulica, pel seu famós soroll, és un petard indi popular durant el festival de Diwali i altres celebracions. És el petard més sorollós, superant la barrera acústica admissible de 145 decibels (dB).

## Fabricació
La bomba Sutli està feta amb fil de jute (sutli) de color verd i té una banda vermella que té el nom del fabricant. El fil s'embolica al voltant del component explosiu i produeix un so potent. El que produeix aquest so és l'embalatge ajustat de la pólvora a l'interior. Quan s'escalfa la pólvora, molts gasos (diòxid de carboni, monòxid de carboni, òxids de sofre) i el soroll prové a causa de la pressió d'aquests gasos esquinçant l'embalatge comprimit.

## Prohibició
El petard està prohibit per molts governs en virtut de la Llei d'armes, a causa del nivell de soroll que produeix gairebé el doble del nivell admissible de 75 decibels.